# فویل (فلز)

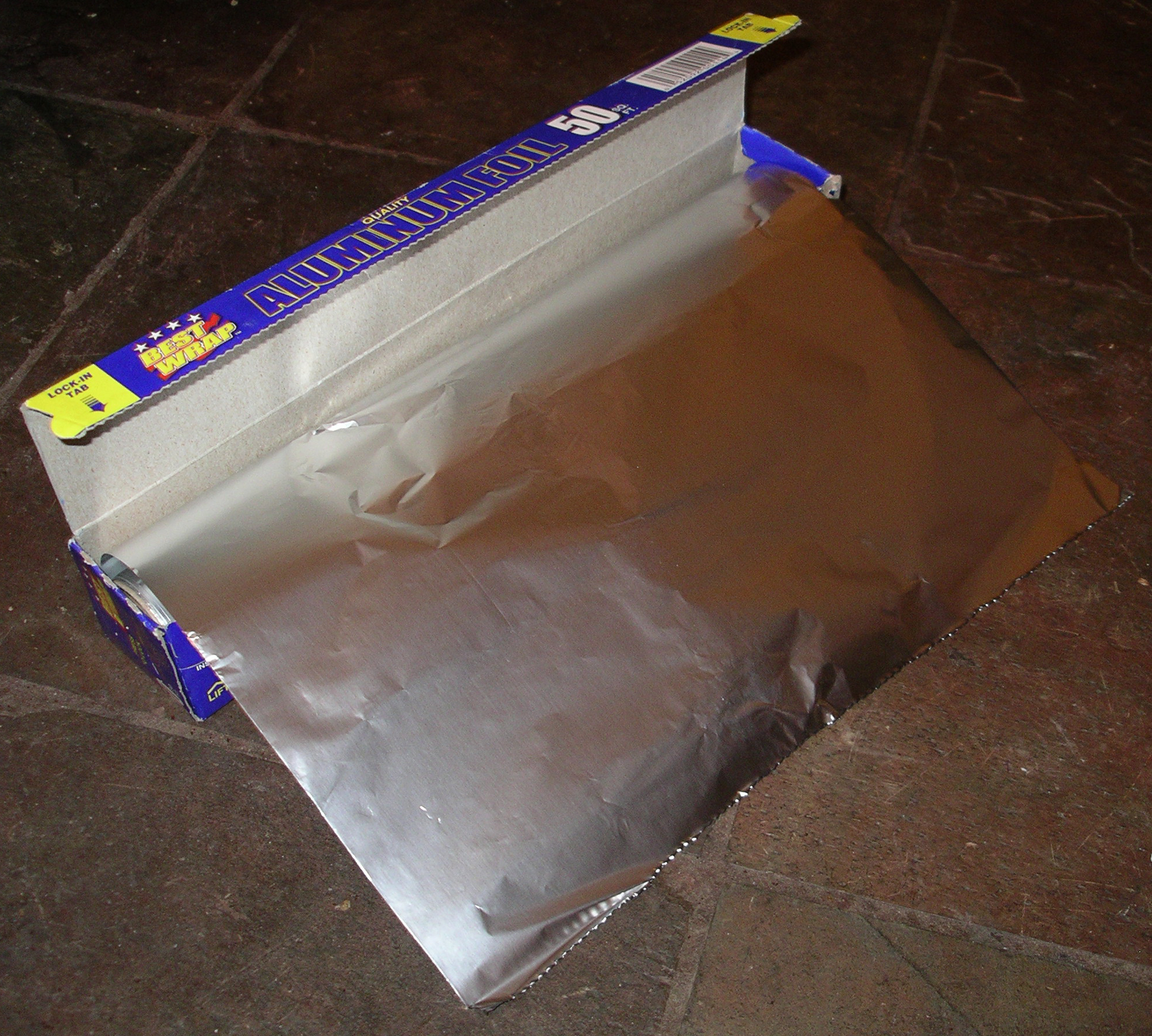
یک رول از ورق آلومینیومی

فویل (انگلیسی: Foil) قطعه فلزی بسیار نازک است که اغلب به صورت رول مانند عرضه می‌شود. فویل بیشتر از فلزاتی شکل‌پذیر نظیر آلومینیوم، مس، قلع و طلا تولید می‌شود.
به عنوان مثال فویل آلومینیومی معمولاً دارای ضخامت ۱/۱۰۰۰ اینچ (۰٫۰۳ م. م) می‌باشد.